# Konforemny zbiornik paliwa

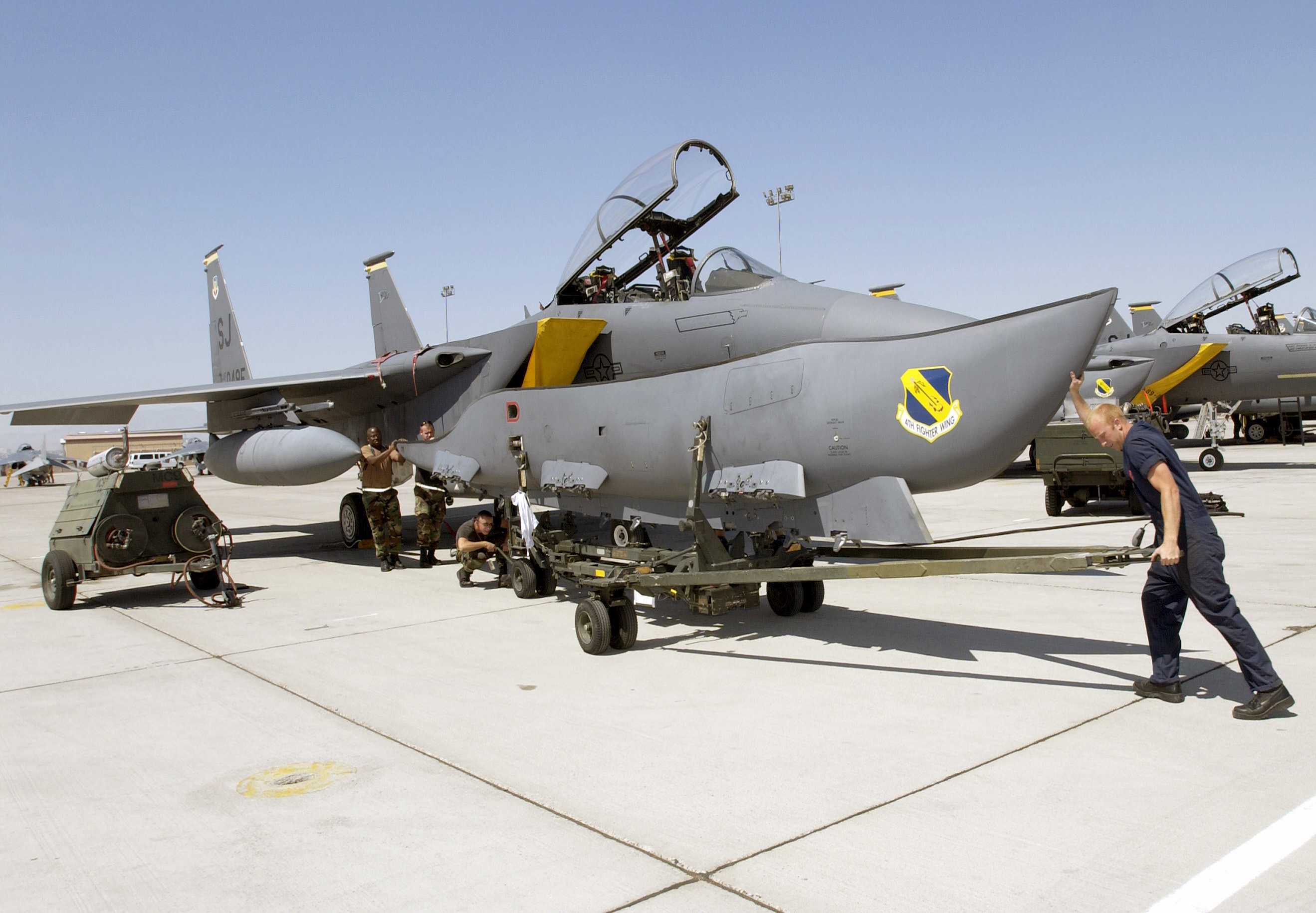
Personel naziemny Nellis Air Force Base mocuje zbiornik konforemny do F-15E Strike Eagle’a

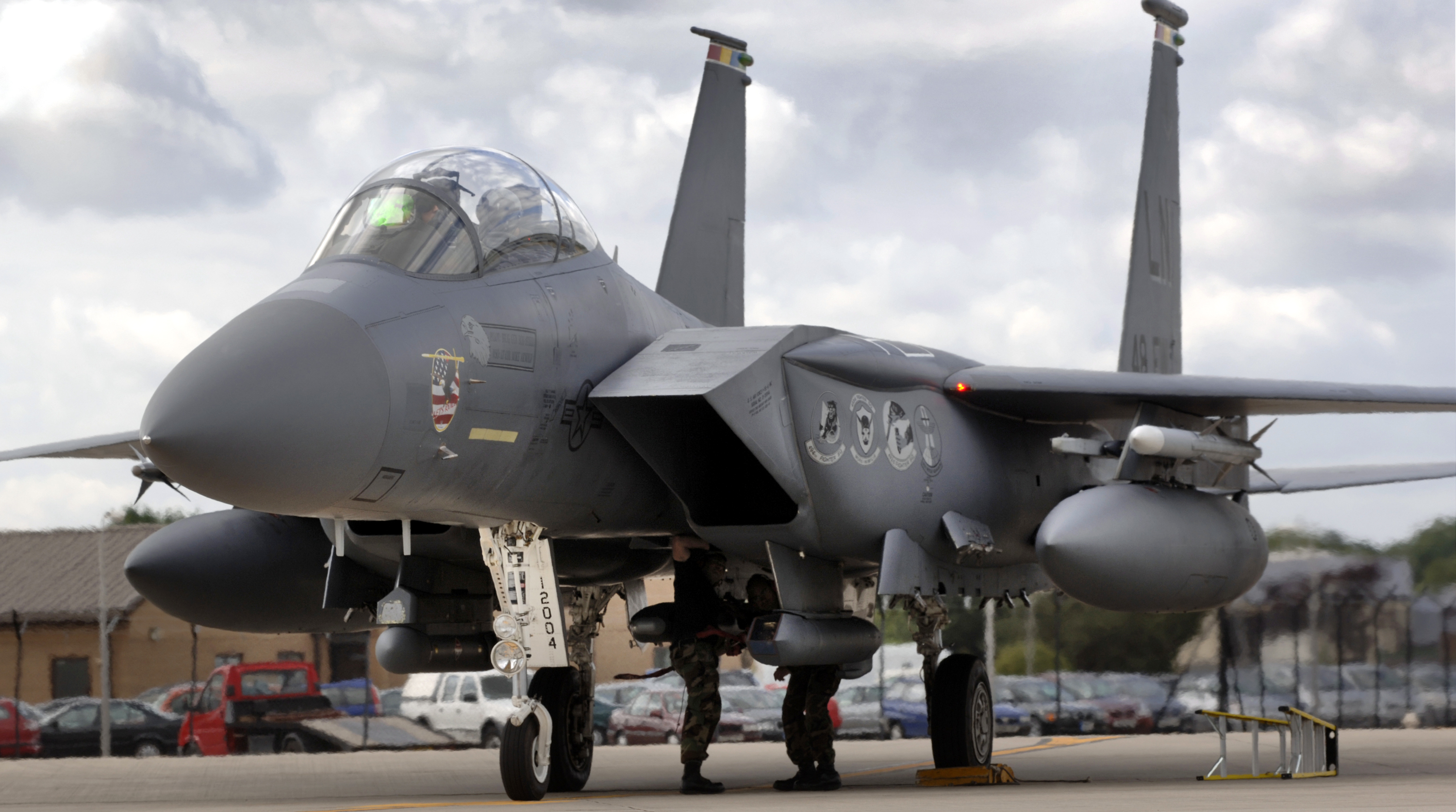
F-15E z 494. Eskadry Myśliwskiej USAF-u. Dobrze widoczny jeden z konforemnych zbiorników paliwa (zamocowany wzdłuż kadłuba, przy wlocie powietrza do silnika)

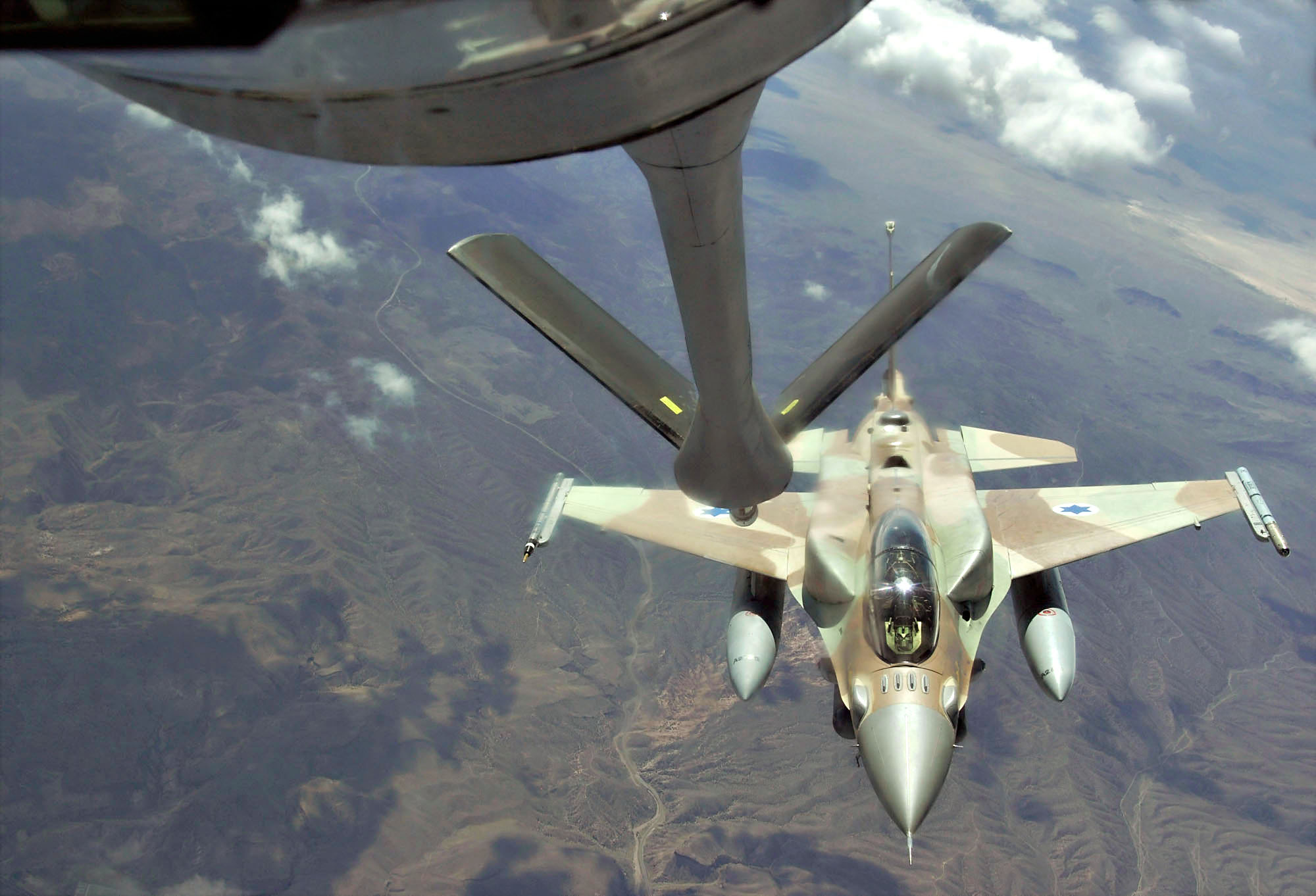
Ten izraelski F-16I Sufa ma zainstalowane zbiorniki konforemne na górnej powierzchni kadłuba, przy nasadach skrzydeł

Konforemny zbiornik paliwa (ang. conformal fuel tank, w skrócie CFT) – dodatkowy zbiornik paliwa w samolocie, przylegający do jego kadłuba, w odróżnieniu od tradycyjnych, mocowanych poprzez podwieszenie na węźle uzbrojenia.
Zaletą zbiorników konforemnych w porównaniu do tradycyjnych jest mniej znaczące zwiększanie skutecznej powierzchni odbicia i oporu aerodynamicznego, a do tego nie zajmują miejsca uzbrojeniu. Jednakże w przeciwieństwie do nich nie mogą być odrzucone w locie po opróżnieniu.

## Samoloty przystosowane do użycia CFT
- F-15C Eagle/F-15E Strike Eagle

F-15C od początku służby mogą wykorzystywać CFT. Początkowo nazywano je FAST (Fuel And Sensor Tactical – Paliwo i Czujniki, Taktyczny), każdy mógł przenosić 849 galonów (3214 litrów) paliwa, pierwotnie testowano je na F-15B w 1974. Współcześnie tylko izraelskie F-15C/Ds regularnie używają CFT. Wszystkie amerykańskie F-15E i jego wersje eksportowe (dla Izraela czy Singapuru) są od początku wyposażane w zbiorniki konforemne i aby latać bez nich, wymagają szczególnych modyfikacji. Zasobnik FAST miał w założeniu zawierać także system nawigacji i celowania w zakresie podczerwieni (stąd nazwa: Paliwo i Czujniki), lecz ostatecznie F-15 otrzymały zasobniki LANTIRN.
- F-16C/D Block 50/52+, F-16E/F Block 60 i F-16I Sufa

Samoloty eksportowane do Grecji, Singapuru, Izraela, Zjednoczonych Emiratów Arabskich, Omanu, Polski, Pakistanu, Maroka, Turcji, Egiptu mogą przenosić dwa zbiorniki konforemne na górnej powierzchni skrzydeł i kadłuba, każdy mieści 450 galonów (1703 litry) paliwa.
- Dassault Rafale

W 2001 roku wytwórnia Dassault testowała Rafale’a z dwoma zbiornikami konforemnymi na 1150 litrów każdy; pierwszy lot wykonano 18 kwietnia tego roku.
- Eurofighter Typhoon

Testy w tunelu aerodynamicznym Typhoona ze zbiornikami na 1500 litrów.
- AIDC F-CK-1C/D Ching-Kuo
- Boeing F/A-18E/F Super Hornet

Prace nad wydłużeniem zasięgu Hornetów poprzez dodane konforemnych zbiorników paliwa rozpoczęły się już w 2008 roku. Były one częścią dużego programu Advanced Super Hornet i miały na celu modernizacje samolotów do standardu Super Hornet Block III. F/A-18F wyposażony w makiety takich zbiorników został oblatany 5 sierpnia 2013 roku. Zbiorniki miały długość 7,32 m i 1,31 m szerokości w najszerszym miejscu. Ich producentem był Northrop Grumman. Nie była to jednak finalna konfiguracja. W lutym 2018 roku Naval Air Systems Command podpisało umowę z Boeingiem na opracowanie projektu, budowę, próby i integrację nowych zbiorników przeznaczonych dla Super Hornetów. Wyniki testów przeprowadzonych w 2013 roku pozwoliły zwiększyć promień działania samolotu o 185,2 - 240,76 km, w zależności od konfiguracji podwieszeń i profilu lotu.